# Musa Hadid

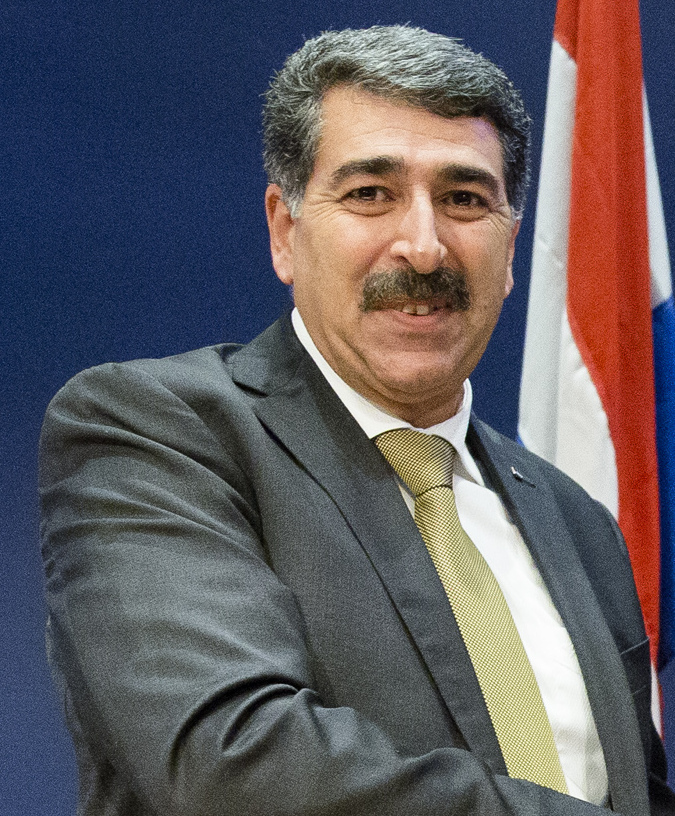
Musa Hadid

Musa Farah Hadid (arabisch موسى حديد, DMG Mūsā Hadīd; * 1965) ist ein palästinensischer Bauingenieur. Seit 2012 ist er Bürgermeister von Ramallah.

## Leben
Hadid studierte an der Birzeit University (Bachelor 1993). Während seiner Studienzeit engagierte er sich politisch während der Intifada 1987. Da er dabei eine Führungsposition übernahm, wurde er von den israelischen Behörden festgenommen. Er arbeitete 20 Jahre als Bauingenieur und hat ein eigenes Ingenieurbüro.
2012 wurde er zum ersten Mal zum Bürgermeister von Ramallah gewählt, der De-facto-Hauptstadt des Staats Palästina. In Ramallah leitet er einige kommunale Ausschüsse (Zoneneinteilung (Zoning), Projekte, Überlieferungssteuer (Lore Tax)).

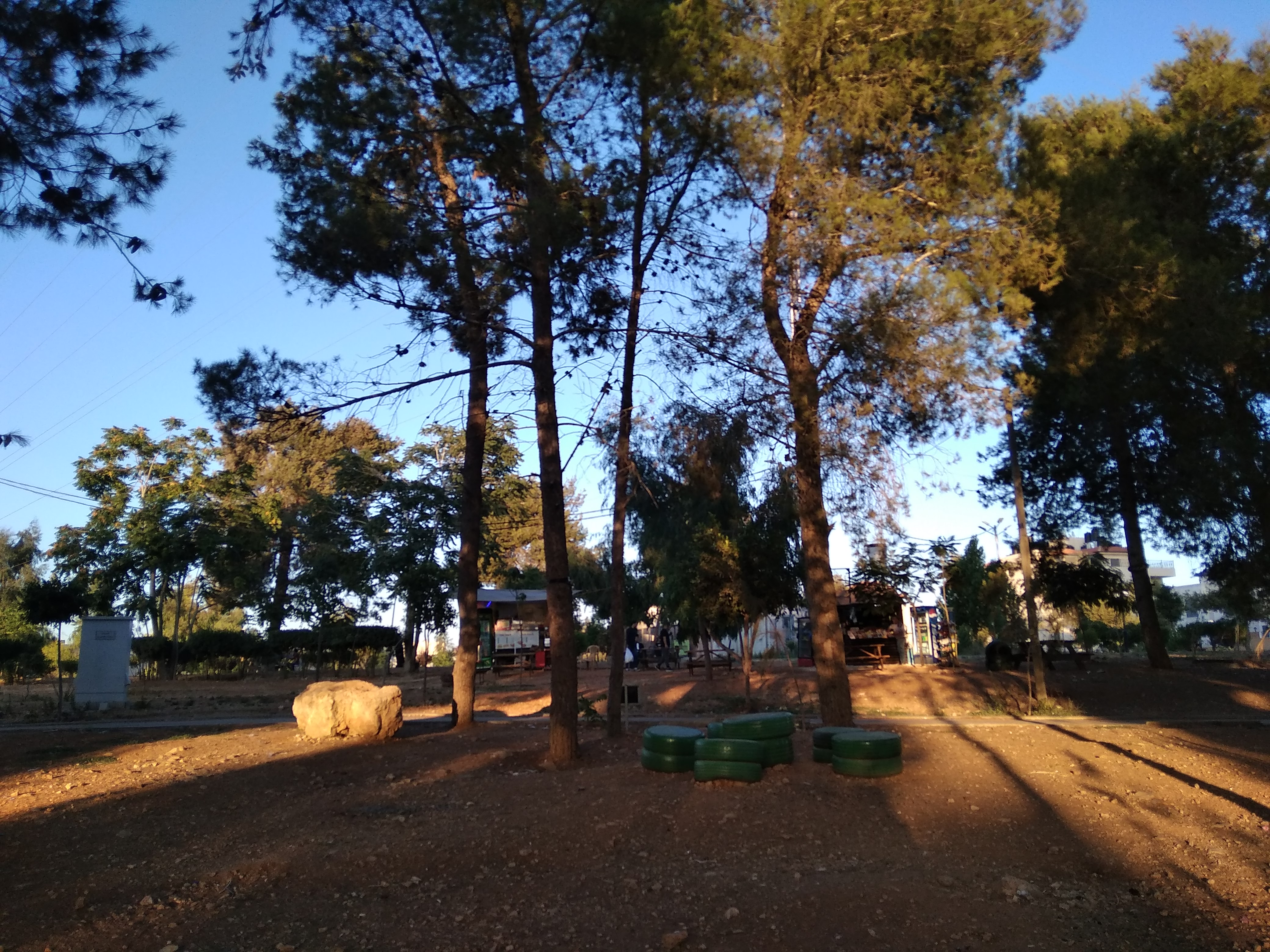
Al Istiqlal Park bei Ramallah

Hadid ist in unterschiedlichen Positionen aktiv in folgenden palästinensischen Organisationen:
- Vorstandsvorsitzender des Jerusalem Water Undertaking (deutsch: Wasserunternehmen von Jerusalem)[3]
- Vorstandsmitglied des Higher Presidential Committee of Church Affairs in Palestine (deutsch: Obersten Präsidialausschuss für kirchliche Angelegenheiten in Palästina)[4]

- Vorstandsmitglied der Association of Palestinian Local Authorities (APLA) (deutsch: Vereinigung der Palästinensischen Kommunalbehörden)[5]

- Mitglied des Municipal Development and Lending Fund (MDLF) (deutsch: Fonds für kommunale Entwicklung und Kreditvergabe)[6]
- Stellvertretender Vorsitzender des Kuratoriums des Al-Istiqlal-Parks (deutsch: Park der Unabhängigkeit)[7]
- Mitglied des Kuratoriums des Mahmoud-Darwish-Museum
- Mitglied des Special Committee for the Consideration of Structuring Palestine into Development Regions (deutsch: Sonderausschuss für die Berücksichtigung der Strukturierung Palästinas in Entwicklungsregionen)
- Mitglied des Presidential Committee for Civil Peace (deutsch: Präsidialausschuss für zivilen Frieden)

Hadid ist Christ, wie fast ein Viertel der Bevölkerung Ramallahs.

## Dokumentarfilm
Im Jahr 2020 wurde auf Filmfestivals ein Dokumentarfilm über Hadid namens Mayor (deutsch: Bürgermeister) vorgestellt. Der Film unter der Regie von David Ovit wurde als "der beste neue Film über den israelisch-palästinensischen Konflikt" bezeichnet. Der Film wurde auch als dunkle Comedy-Saga betitelt.